# Familia Martínez del Río
En la historia postindependencia de México y desde el siglo XIX, la familia Martínez del Río comparte con otras pocas la cúspide de las familias más prominentes de ese país. La familia ha sido elemento importante en la formación de la economía, política y sociedad mexicanas hasta nuestros días. Tras su independencia, México sufrió distintas transformaciones, incluyendo invasiones extranjeras, problemas socioeconómicos y hasta una cesión territorial tras la guerra mexico-estadounidense. En esa época, un reducido número de familias dominó la vida nacional y las inversiones de los Martínez del Río en bienes raíces e instrumentos monetarios fueron parte decisiva de aquella transformación. La aportación postindependencia de la familia incluso rebasó fronteras al ayudar por medio de un préstamo monetario a Ecuador a obtener su independencia de la Gran Colombia. 
Tras terminarse la guerra con los Estados Unidos, la familia Martínez del Río fue uno de los principales afectados en el Tratado de Guadalupe Hidalgo debido a la extensión de sus posesiones en el hoy estado de Texas. La familia Martínez del Río ha influido tanto la historia reciente de ese país que la Universidad de Texas en Austin ha escrito un libro sobre la familia para la cátedra de Historia de México.

## Miembros destacados
- Dolores del Río; actriz de televisión y cine, se casó (y posteriormente se divorció) con el empresario Jaime Martínez del Río.
- Álvaro Corcuera; director general de la congregación de los Legionarios de Cristo.
- Pablo Martínez del Río (n. 1892-f. 1963); historiador, primer director de la Escuela Nacional de Antropología e Historia (1942), México
- Carlos Martínez del Río; profesor de Zoología y Fisiología en la Universidad de Wyoming.
- María Josefa Martínez del Río y Fernández de Henestrosa de Redo y Vidal Soler; historiadora del arte, especialista en artes y oficios novohispanos.
- Eustaquio Martínez del Río Escalante, (n. 1981); director de cine mexicano, emprendedor social que ha dirigido 12 largometrajes documentales, premiados en el Festival de Cine de Derechos Humanos, por su película Dale una oportunidad a la Tierra.